# Xu Tianlongzi
Xu Tianlongzi (República Popular China, 11 de enero de 1991) es una nadadora china retirada especializada en pruebas de estilo espalda, donde consiguió ser medallista de bronce mundial en 2007 en los 4 x 100 metros estilos.

## Carrera deportiva
En el Campeonato Mundial de Natación de 2007 celebrado en Melbourne ganó la medalla de bronce en los relevos de 4 x 100 metros estilos, nadando el largo de espalda, con un tiempo de 4:01.97 segundos, tras Australia (oro con 3:55.74 segundos que fue récord del mundo) y Estados Unidos (plata con 3:58.31 segundos).